# Université du Texas à El Paso
L'université du Texas à El Paso est une université américaine située dans la ville de El Paso, au Texas, aux États-Unis. Elle a été fondée en 1914, et compte plus de 20 000 élèves en cycles undergraduate et postgraduate avec un campus de 1,5 km².

## Architecture du campus
L'architecture du campus est un exemple rare de style architectural dzong en dehors des Himalaya - l'université accueille le Chenrezig Himalayan Cultural Center d'El Paso. Les phases initiales ont été conçues par Henry Trost, un architecte d'El Paso, et les phases ultérieures ont poursuivi dans le même style.

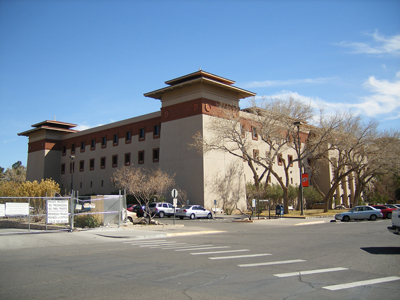
La bibliothèque modelée d'après les monastères bhoutanais, ou l'architecture Dzong.

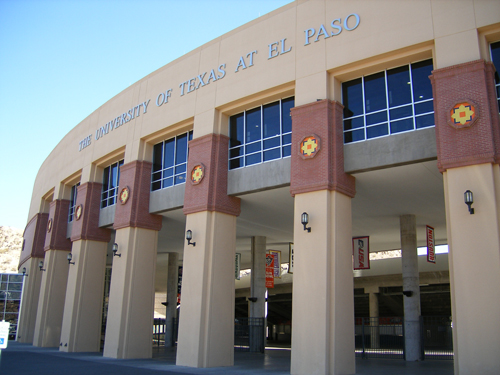
Centre sportif Larry K. Durham

## Sport
L'université possède une section sportive, se nommant les Miners de l'UTEP.